# الومرا
الومرا (به لاتین: Alumura) یک منطقهٔ مسکونی در بنگلادش است که در استان چیتاگونگ واقع شده‌است.